# Thymallus grubii flavomaculatus
Thymallus grubii flavomaculatus is een ondersoort van de straalvinnige vissen uit de familie van de zalmen (Salmonidae). De wetenschappelijke naam van de soort is voor het eerst geldig gepubliceerd in 2006 door Knizhin, Antonov & Weiss.